# Passeport srilankais
Le passeport srilankais (en singhalais : ශ්‍රී ලංකා විදේශ ගමන් බලපත්‍රය ; en tamoul : இலங்கை கடவுச்சீட்டு) est un document de voyage international délivré aux ressortissants srilankais, et qui peut aussi servir de preuve de la citoyenneté srilankaise.

## Informations sur les passeports

### Page d'information sur l'identité
Le passeport srilankais comprend les données suivantes :
- Photographie du titulaire (Largeur : 35 mm, taille : 45 mm ; hauteur de la tête (jusqu'au sommet des cheveux): 34,5 mm ; distance du sommet de la photo jusqu'au sommet des cheveux : 3 mm)
- Type (PA ou PB pour le passeport ordinaire, PC pour le passeport officiel et PD pour le passeport diplomatique)
- Code du pays (LKA pour le Sri Lanka)
- Numéro du passeport (commençant par N pour le passeport ordinaire, OL pour le passeport officiel et D pour le passeport diplomatique)
- Nom de famille
- Autres noms
- Statut national (SRI LANKAN)
- Date de naissance (JJ/MM/AAAA)
- Sexe (M pour masculin et F pour féminin)
- Lieu de naissance (seule la ville est indiquée)
- Date de délivrance (JJ/MM/AAAA)
- Date d'expiration (JJ/MM/AAAA)
- Profession
- Numéro d'identification (numéro de la carte d'identité nationale)
- Signature du titulaire (signature numérique imprimée sur la page)
- Autorité Colombo (signature numérique du contrôleur général de l'immigration et de l'émigration)

La page d'information se termine par la zone de lecture automatique.

### Note du passeport
Le passeport contient la note suivante :
Singhalais :
« මෙය දරන්නාට අවහිර බාධාවලින් තොරව නිදහසේ ගමන් කිරීමට සහ අවශ්‍යවන ආධාර ද ආරක්ෂාව ද සලස්වා දෙන ලෙසත් අදාල වගකීම් දරන සියලු දෙනාගෙන්ම ශ්‍රී ලංකා ප්‍රජාතාන්ත්‍රික සමාජවාදී ජනරජයේ ජනාධිපති ඉල්ලුම්කර ද අපේක්ෂාකර ද සිටී. »
Tamoul :
« இதனை வைத்திருப்பவர் தங்குதடையின்றி இலகுவாகப் பிரயாணஞ் செய்ய அனுமதிக்குமாறும் வேண்டிய உதவியையும், பாதுகாப்பையும் அளிக்குமாறும் இது தொடர்புடைய சகலரையும் இலங்கைச் ஜனநாயக சோசலிசக் குடியரசின் ஜனாதிபதி அவர்கள் வேண்டிக் கொள்கிறார்கள். »
Anglais :
« The President of the Democratic Socialist Republic of Sri Lanka requests and requires all those whom it may concern to allow the bearer to pass freely without let or hindrance and to afford the bearer such assistance and protection as may be necessary. »

## Exigences en matière de visa

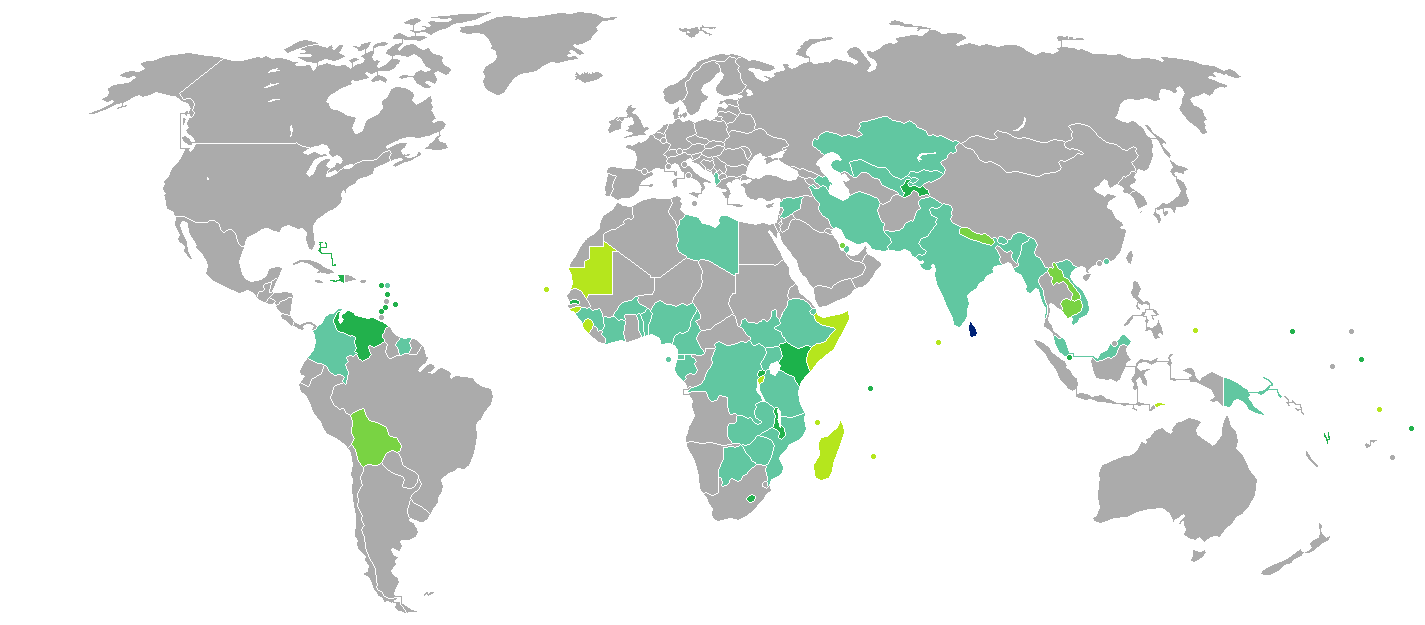
Carte du monde représentant les conditions d'accessibilité avec le passeport srilankais en 2014 :
Sri Lanka
accès sans Visa
Visa à l'arrivée
eVisa
Visa à l'arrivée ou en ligne
Visa nécessaire

Au 30 mai 2021, les citoyens srilankais avaient un accès sans visa ou avec visa à l'arrivée à quarante-trois pays et territoires, ce qui classe le passeport srilankais au 95e rang mondial en termes de liberté de voyage (à égalité avec les passeports de la république démocratique du Congo et du Kosovo) selon le Henley Passport Index. [En outre, le Passport Index d'Arton Capital classe actuellement le passeport sri-lankais au 87e rang mondial en termes de liberté de circulation, avec un score d'exemption de visa de 46 (à égalité avec les passeports de la République démocratique du Congo, du Nigeria et de la Corée du Nord), au 7 février 2019.
Pour un pays à revenu intermédiaire supérieur comme le Sri Lanka, ces classements sont considérés comme extrêmement bas. Aucun effort concerté n'a été fait pour améliorer le classement par l'État sri-lankais. Les gouvernements sri-lankais successifs ont désengagé le Sri Lanka de ses voisins d'Asie du Sud et du Sud-Est en obligeant ses citoyens à obtenir un visa avant de voyager. Il est très fréquent de voir de longues files d'attente devant les hauts-commissariats et les ambassades étrangères à Colombo. De même, l'accès aux principaux marchés tels que Hong Kong, le Bangladesh, Taiwan, le Vietnam et la Chine est également entravé par des procédures de demande de visa fastidieuses et complexes, ce qui a entraîné une intégration commerciale et économique relativement faible avec les pays membres de l'ANASE et de la SAARC. De même, l'État sri-lankais consacre des millions de dollars au maintien d'un service diplomatique étendu, qui n'apporterait que peu ou pas d'avantages à ses citoyens, ce qui a conduit de nombreux Sri-Lankais expatriés à renoncer à leur citoyenneté. Cela a conduit à une importante pénurie de compétences.